# Barranc de Castellfollit
El barranc de Castellfollit és un curs d'aigua que es troba dins del Paratge Natural d'Interès Nacional (PNIN) de Poblet, a la Conca de Barberà.
Es forma a uns 750 m d'altitud de la unió de diversos barrancs que baixen de la serra del Bosc, a les muntanyes de Prades, i que s'ajunten en el pla de l'Ossa. Dant el seu recorregut, principalment en direcció nord, recull les aigües d'altres barrancs, com ara el dels Teixos o el de l'Argentada, i, després de travessar la carretera T-700 (Poblet - Prades) desemboca al riu Sec, afluent del Francolí, a uns 480 m d'altitud.
La llera del Castellfollit, que sol portar aigua durant tot l'any, va quedar molt malmesa arran de les inundacions de l'octubre de 1994.
Al seu vessant est hi ha el Castell de Castellfollit, una construcció que podria datar de voltants segle x o principis del segle xi.